# Wijnsermolen
De Wijnsermolen (Fries: Wynsermûne) is een poldermolen ten noordoosten van het Friese dorp Wijns, dat in de Nederlandse gemeente Tietjerksteradeel ligt.

## Beschrijving
De Wijnsermolen, een grondzeiler, werd in 1871 gebouwd ter bemaling van de Wijnserpolder. In 1931 werd de molen voorzien van een nieuwe vijzel. Ook kreeg hij zogenaamde Dekkerwieken, die echter bij een restauratie in 1970 werden vervangen door fokwieken. Tot ongeveer 1975 bleef de molen in bedrijf, al ging dat de laatste jaren vooral op motorkracht.
In 1993 werd de Wijnsermolen eigendom van de Stichting De Fryske Mole, die hem in 1994/1995 opnieuw liet restaureren. Lange tijd was de molen omgeven door overmatige begroeiing. In 2006 verbeterde die situatie, toen veel van de omringende bomen en struiken werden gekapt of gesnoeid. In datzelfde jaar werd de Wijnsermolen door het Wetterskip Fryslân aangewezen als reservegemaal in geval van wateroverlast.